# Gądków Wielki (stacja kolejowa)
Gądków Wielki – stacja kolejowa w Gądkowie Wielkim w Polsce, w województwie lubuskim, w powiecie sulęcińskim, w gminie Torzym.

## Wymiana pasażerska
| Rok  | Wymiana pasażerska na dobę |
| ---- | -------------------------- |
| 2017 | 20-49                      |
| 2022 | 50-99                      |